# Zott
Zott là một công ty sữa châu Âu, thành lập năm 1926 tại Mertingen, Đức. Zott sản xuất các sản phẩm từ sữa bao gồm sữa, pho mát, các món tráng miệng, kem và sữa chua. Nhà máy chính của công ty nằm tại Mertingen (Bavaria, Đức). Các nhà máy sản xuất khác nằm ở Günzburg, Đức và ở Opole, Głogowo gần Toruń và Racibórz tại Ba Lan. 
Với doanh thu hợp nhất ước tính là 894 triệu Euro, với khối lượng sữa sản xuất là 951 triệu Kilogam và 2,120 nhân viên trong năm 2013, Zott là một trong những nhà sản xuất lớn tại châu Âu và một trong những nhà sản xuất sữa hàng đầu tại Ba Lan.

## Thị trường
Zott có mặt tại trên 75 quốc gia trên thế giới và có văn phòng kinh doanh tại Cộng Hòa Séc, Slovakia, Hungary và Singapore và một văn phòng đại diện tại Nga.

### Zott tại Đức
Nhà máy chính của Tập đoàn Zott nằm tại Mertingen (Bavaria, Đức), nơi sản xuất sữa chua, các món tráng miệng và mozzarella. Một cơ sở sản xuất khác của Zott tại Đức nằm ở Günzburg (Bavaria), nơi tập trung sản xuất các sản phẩm pho mát cứng và bán cứng, pho mát chế biến và các sản phẩm bột khác nhau.

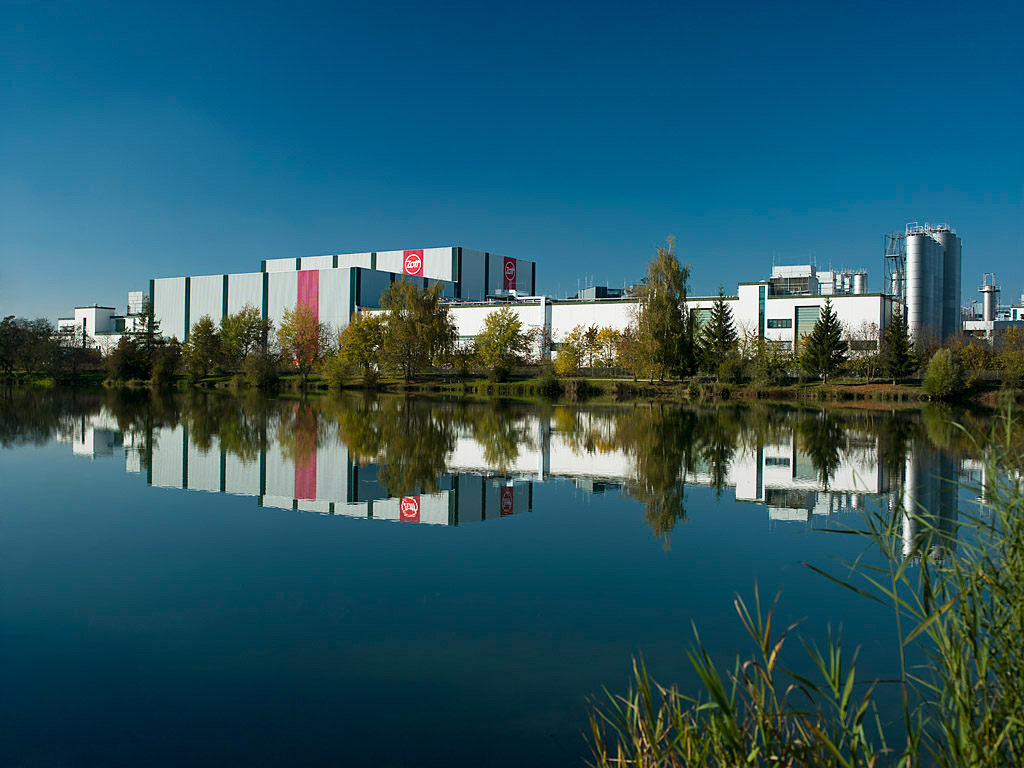
Nhà máy sản xuất của Zott, Mertingen (Bavaria)
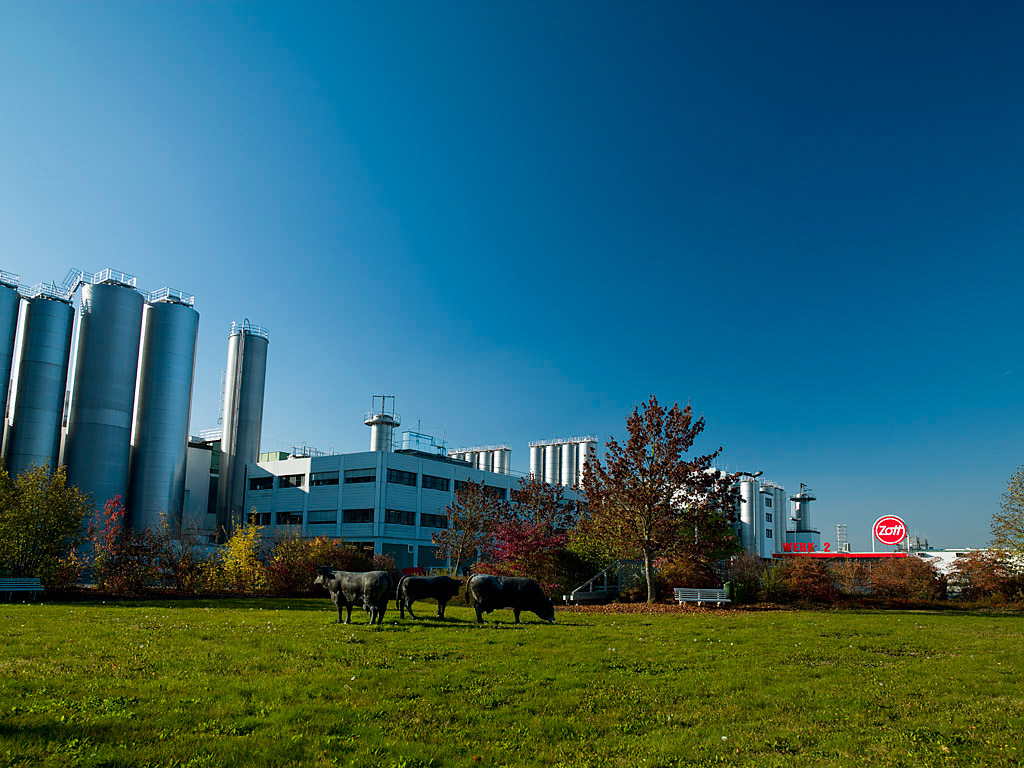
Nhà máy sản xuất của Zott, Mertingen (Bavaria)

### Zott tại Ba Lan
Tại Ba Lan, Zott có ba nhà máy sản xuất tại Opole, Glogowo và Raciborz. Zott Ba Lan sản xuất sữa chua hoa quả, các sản phẩm tự nhiên, món tráng miệng, đồ uống và Twarog.

## Tính bền vững và từ thiện

### Nhà máy nhiệt điện từ vụn gỗ
Một nhà máy nhiệt điện dùng vụn gỗ sinh nhiệt cung cấp năng lượng cho nhà máy tại Mertingen (Đức).

### Plant-for-the-Planet
Từ tháng 10 năm 2012, Zott thường xuyên kết hợp với Hội sinh viên tình nguyện "Plant-for-the-Planet" (thành lập năm 2007) tổ chức "Zott Plant-for-the-Planet Academies". Trong chương trình này, trẻ em được dạy về các vấn đề cân bằng khí hậu và bảo vệ môi trường dưới hình thức học mà chơi.

### Kids run for Kids
Từ năm học 2009/2010, Zott là nhà tài trợ cho chương trình "Kids run for Kids" (khẩu hiệu: chạy để tạo sự khác biệt) để hỗ trợ cho Làng trẻ em SOS Đức và trên toàn cầu. Với nhiều cảm tình và cam kết lâu dài, chương trình mang những khía cạnh của giáo dục dinh dưỡng, hoạt động thể chất và hoạt động xã hội lại gần hơn với công chúng.

### Thực phẩm không biến đổi gen
"Biết nó đến từ đâu và chứa những gì" là hai điểm chính mà người tiêu dùng Đức quan tâm. Một cuộc khảo sát do Forsa Institute thực hiện dựa trên danh nghĩa của Zott cho thấy: đối với 85% người tiêu dùng Đức thì thực phẩm được sản xuất không dùng công nghệ biến đổi gen là rất quan trọng. Điều này cũng rất quan trọng đối với Zott tại Mertingen. Bởi vậy, "Zottarella" và "Bayerntaler" đã thay đổi để "đảm bảo không biến đổi gen và không dùng thức ăn nhập khẩu".

### Sữa chất lượng Zott với niềm đam mê
Chương trình "Sữa chất lượng Zott với niềm đam mê" về cơ bản hướng tới mọi nhà sản xuất sữa của Zott. Với chương trình này, Zott phát triển một công thức có thể áp dụng quốc tế đối với Ba Lan, Cộng hòa Séc những năm tới. Cùng với các nhà sản xuất sữa của mình, Zott đang thực hiện nhiều biện pháp lớn và nhỏ để tạo một nền nông nghiệp bền vững và tồn tại được trong tương lai, được thể hiện bằng nhiều khía cạnh khác nhau của chương trình này.

### Xe tải Giáng Sinh Johanniter
Từ năm 2010, nhân viên của Zott tham gia chương trình "Xe tải Giáng Sinh Johanniter " để mang không khí Giáng Sinh (các gói quà bất ngờ như đồ chơi, đồ dùng...cầnvthiếtvhàng)ngày tới những gia đình nghèo ở Đông Âu. Từ năm 2012, trẻ em tại các nhà trẻ, mẫu giáo và trường học tại Mertingen đã hưởng ứng cơ hội tham gia các sự kiện do Zott tổ chức. Mỗi năm, Zott hỗ trợ chương trình này bằng một xe tải và lái xe riêng.

## Các thương hiệu

### Monte
Monte là một trong những thương hiệu nổi tiếng nhất của Zott. Monte được phân phối tại hơn 40 quốc gia. Monte là một món đồ tráng miệng với sự kết hợp của kem sữa, quả phỉ và sô cô la. Loạt sản phẩm Monte bao gồm:
| Cơ bản         | Hộp hai ngăn          | Plus                      | 2Go         |
| -------------- | --------------------- | ------------------------- | ----------- |
| Monte vỉ 4 hộp | Monte Bánh quy bơ     | Monte plus sốt Caramen    | Monte Drink |
| Monte vỉ 6 hộp | Monte viên Cappuccino | Monte plus sốt sô cô la   | Monte Snack |
| Monte Maxi     | Monte Crunchy         | Monte plus sốt Cappuccino |             |
| Monte hộp đơn  | Monte Cherry          |                           |             |

### Sahne Joghurt
Zott Sahne Joghurt là sữa chua kem nổi tiếng tại Đức và Áo. Sahne Joghurt có nhiều loại và nhiều hương vị khác nhau.

### Zottarella
Zottarella là thương hiệu Mozzarella của Zott. Sản phẩm được sản xuất từ sữa đảm bảo không dùng công nghệ biến đổi gen và thức ăn nhập khẩu. Zottarella có nhiều kích cỡ và hương vị khác nhau.

### Jogobella
Jogobella là thương hiệu sữa chua nổi tiếng và dẫn đầu thị trường Ba Lan của Zott.

## Quảng cáo
Trong quảng cáo trên truyền hình của Zott TV, Maxl Graf và Roberto Blanco được xem như những người nổi tiếng. Năm 2010, công ty tuyển dụng thủ môn Đức René Adler và anh trai Rico cho một vài quảng cáo cho thương hiệu "Monte". Năm 2013, Zott thay đổi đại sứ thương hiệu của "Monte". Từ đó, nhà vô địch thế giới môn lướt sóng Philip Köster và chị gái Kyra quảng cáo cho "Monte". Năm 2013, Monte Cherry and Monte Crunchy được giới thiệu tại Ba Lan bởi ngôi sao bóng rổ Ba Lan Bartosz Kurek. Đây là lần thứ hai Bartosz quảng cáo cho Zott Monte. Csaba Vastag là một nhạc sĩ người Hungary và là đại sứ thương hiệu của Zott Monte tại Hungary từ năm 2013.

## Các giải thưởng
Zott thường xuyên nhận được các giải thưởng cho chất lượng sản phẩm cao từ các tổ chức độc lập như Bundesehrenpreis, PriMax cũng như huy chương vàng, bạc và đồng do Hội Nông Dân Đức (DLG) trao.
- 1986: Zott được trao giải "Goldener Zuckerhut" cho Sahne Joghurt.
- 2010: Nhà quản lý cấp cao của Zott, Frieda Reiter (sinh năm 1930) được trao giải công dân danh dự của Mertingen vào 18 tháng 9 năm 2010. Tên công ty sữa được đặt theo tên của bố chồng bà, Georg Zott.
- 2012: Zott được cấp quyền sử dụng nhãn "thực phẩm không biến đổi gen" cho các thương hiệu Zottarella and Bayerntaler. trong sự hiện diện của Bộ trưởng Bộ Nông nghiệp Liên Bang Ilse Aigner.
- 2013: Zott được trao giải thưởng PriMax của Hội Nông Dân Đức (DLG) 11 lần liên tiếp.
- 2014: Zott được trao giải thưởng quốc gia của Bộ Lương thực và Nông nghiệp Liên Bang Đức (BmEL) lần thứ năm.